# Liste der Stolpersteine in Wriezen

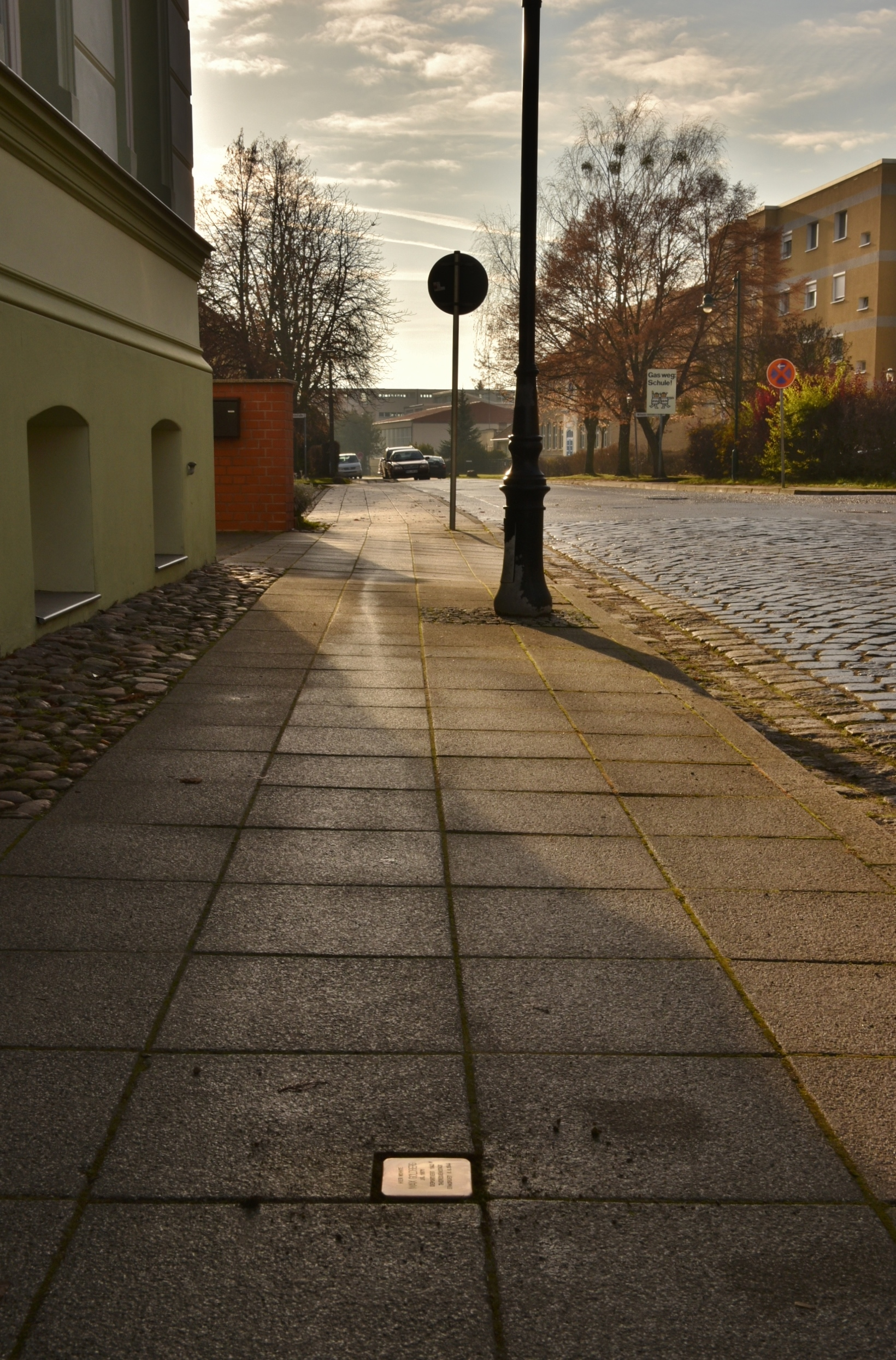
Stolperstein in Wriezen

In der Liste der Stolpersteine in Wriezen werden die Stolpersteine aufgeführt, welche im Rahmen des Projektes des Künstlers Gunter Demnig in der brandenburgischen Kleinstadt Wriezen verlegt worden.
Stolpersteine erinnern an das Schicksal der Menschen, die von den Nationalsozialisten ermordet, deportiert, vertrieben oder in den Suizid getrieben wurden. Die Stolpersteine werden in der Regel von Gunter Demnig vor dem letzten selbstgewählten Wohnsitz des Opfers verlegt.

## Stolpersteine
In Wriezen wurden zwei Stolpersteine an zwei Anschriften verlegt.
| Stolperstein      | Inschrift                                                                          | Verlegeort                    | Name, Leben              |
| ----------------- | ---------------------------------------------------------------------------------- | ----------------------------- | ------------------------ |
| weitere Bilder \| | HIER WOHNTE MAX GOLDBERG JG. 1871 DEPORTIERT 1942 THERESIENSTADT ERMORDET 8.6.1944 | Friedrichstraße 21bStandort   | Max Goldberg (1871–1944) |
| weitere Bilder \| | HIER WOHNTE BRUNO MOSES JG. 1903 DEPORTIERT AUSCHWITZ ERMORDET 30.10.1943          | Frankfurter Straße 51Standort | Bruno Moses (1903–1943)  |

## Verlegedatum
Die Stolpersteine wurden vom Künstler Gunter Demnig am 23. September 2013 verlegt.